# Adagali (Togo)
 (février 2025).
Si vous disposez d'ouvrages ou d'articles de référence ou si vous connaissez des sites web de qualité traitant du thème abordé ici, merci de compléter l'article en donnant les références utiles à sa vérifiabilité et en les liant à la section « Notes et références ».

Adagali est un village situé dans la région des Plateaux au Togo, plus précisément dans la préfecture de Kloto.

## Géographie
Adagali est localisé à environ 117 km au nord-ouest de Lomé, la capitale du Togo. Il est situé à une altitude moyenne de 330 mètres, avec des coordonnées géographiques de 7°4'0" Nord et 0°42'0" Est,.

## Climat
Le climat d'Adagali est de type tropical de savane (Aw) selon la classification de Köppen.
- Température moyenne annuelle : 30,63°C
- Précipitations annuelles moyennes : 182,44 mm
- Nombre de jours de pluie par an : environ 243

## Économie
L'économie locale repose principalement sur :  
- L’agriculture (maïs, manioc, igname, café, cacao)
- Le commerce de proximité
- L’artisanat

## Infrastructures
- Marché local
- Écoles primaires
- Centre de santé
- Routes secondaires reliant les localités voisines[4]

## Religion
Adagali abrite plusieurs confessions religieuses, dont une majorité de chrétiens et une minorité de musulmans.